# Eagles
Eagles là ban nhạc rock người Mỹ thành lập tại Los Angeles vào năm 1971 bởi Glenn Frey, Don Henley, Bernie Leadon và Randy Meisner. Với năm đĩa đơn quán quân, sáu giải Grammy, năm giải Âm nhạc Mĩ và bốn album quán quân, Eagles là một trong các nghệ sĩ thu âm thành công nhất của thập niên 1970. Cuối thế kỷ 20, hai trong số các album của họ, Their Greatest Hits (1971-1975) và Hotel California đều được xếp vào danh sách 20 album bán chạy nhất theo thống kê của Hiệp hội Công nghiệp ghi âm Hoa Kỳ (RIAA). Album phòng thu bán chạy nhất của họ Hotel California xếp thứ thứ 37 trong danh sách 500 album vĩ đại nhất mọi thời đại của tạp chí Rolling Stone, và năm 2004 ban nhạc được xếp vị trí 75 trong danh sách 100 Nghệ sĩ vĩ đại nhất mọi thời đại cũng của tạp chí này.
Eagles là một trong những ban nhạc bán đĩa chạy nhất mọi thời đại, sau khi tiêu thụ hơn 150 triệu đĩa nhạc — riêng 100 triệu bản tại Hoa Kỳ, bao gồm 42 triệu bản Their Greatest Hits (1971–1975) và 32 triệu bản Hotel California. Their Greatest Hits (1971–1975) còn là album bán chạy nhất thế kỉ 20 tại Hoa Kỳ. Ban nhạc vừa là nghệ sĩ có doanh thu cao thứ năm vừa là ban nhạc người Mỹ bán đĩa nhạc chạy nhất trong lịch sử Hoa Kỳ.
Eagles tan rã vào năm 1980, nhưng đã tái hợp vào năm 1994 với album Hell Freezes Over, một bản mix của những bài hát live và bài hát phòng thu. Họ đã lưu diễn không liên tục kể từ đó, và sau được đưa vào Đại sảnh Danh vọng Rock and Roll năm 1998.
Năm 2007, ban nhạc Eagles phát hành album Long Road Out of Eden, album phòng thu đầu tiên của họ sau 28 năm.
Ngày 18 tháng 1 năm 2016, Frey qua đời tại New York City ở tuổi 67 do viêm khớp dạng thấp, viêm ruột già cùng với sưng phổi trong khi đang bình phục sau khi giải phẫu nội tạng.